# Frank Thorne
Benjamin Franklin Thorne, detto Frank (Rahway, 16 giugno 1930 – 7 marzo 2021), è stato un fumettista statunitense.

## Carriera
Thorne ha iniziato la sua carriera nel fumetto nel 1948, disegnando fumetti romantici per Standard Comics. Dopo la laurea, ha disegnato la striscia a fumetti Perry Mason per King Features, cui hanno fatto seguito fumetti per Dell Comics. Ha scritto molte storie per le testate Flash Gordon, Jungle Jim, Calabrone Verde, Tom Corbett Space Cadet, Tomahawk, Mighty Samson, Enemy Ace. Thorne ha disegnato il fumetto Dr. Guy Bennett / Dr. Duncan dal 1957 al 1963 per LaFave Newspaper Features.
La grande notorietà giunse nel 1976 quando subentrò a Dick Giordano come disegnatore sulla testata Marvel Feature n.2 (gennaio 1976), per poi proseguire disegnando la maggior parte degli albi del fumetto Red Sonja tra il 1977 e il 1979.
Thorne successivamente ha creato diversi fumetti e personaggi di genere fantasy erotico. I suoi lavori includono la creazione, la scrittura e il disegno dei lungometraggi Moonshine McJugs per Playboy, Lann per le pagine di Heavy Metal, Danger Rangerette per la rivista National Lampoon e la miniserie Ribit per Comico, così come i graphic novel Fantagraphics Books Ghita di Alizarr, The Iron Devil, The Devil's Angel e The Illustrated History of Union County .

### Controversie
Durante il processo per oscenità contro Planet Comics e Science Fiction Store a Oklahoma City nel 1995, vennero confiscati diversi lavori di Thorne per la presunta presenza di pornografia infantile.

## Riconoscimenti
Durante la sua carriera, ricevette numerosi premi tra cui un premio della National Cartoonists Society nel 1963, il San Diego Inkpot Award nel 1978, il premio editoriale di Playboy per il miglior fumetto per Moonshine McJugs, il Warren Magazine's Best Comic per Ghita di Alizarr.